# Loučka (Rajhradice)
Loučka (německy Lauka) je vesnice, bývalá obec a v současnosti součást obce Rajhradice v okrese Brno-venkov v Jihomoravském kraji. S Rajhradicemi je spojena urbanisticky i katastrálně. Přímo na bývalé hranici Rajhradic a Loučky se nachází budova zdejší mateřské školy a obytného domu číslo popisné 440. Na loučské návsi (ulice Na Kopečku) se nachází zvonice z roku 1848.

## Historie

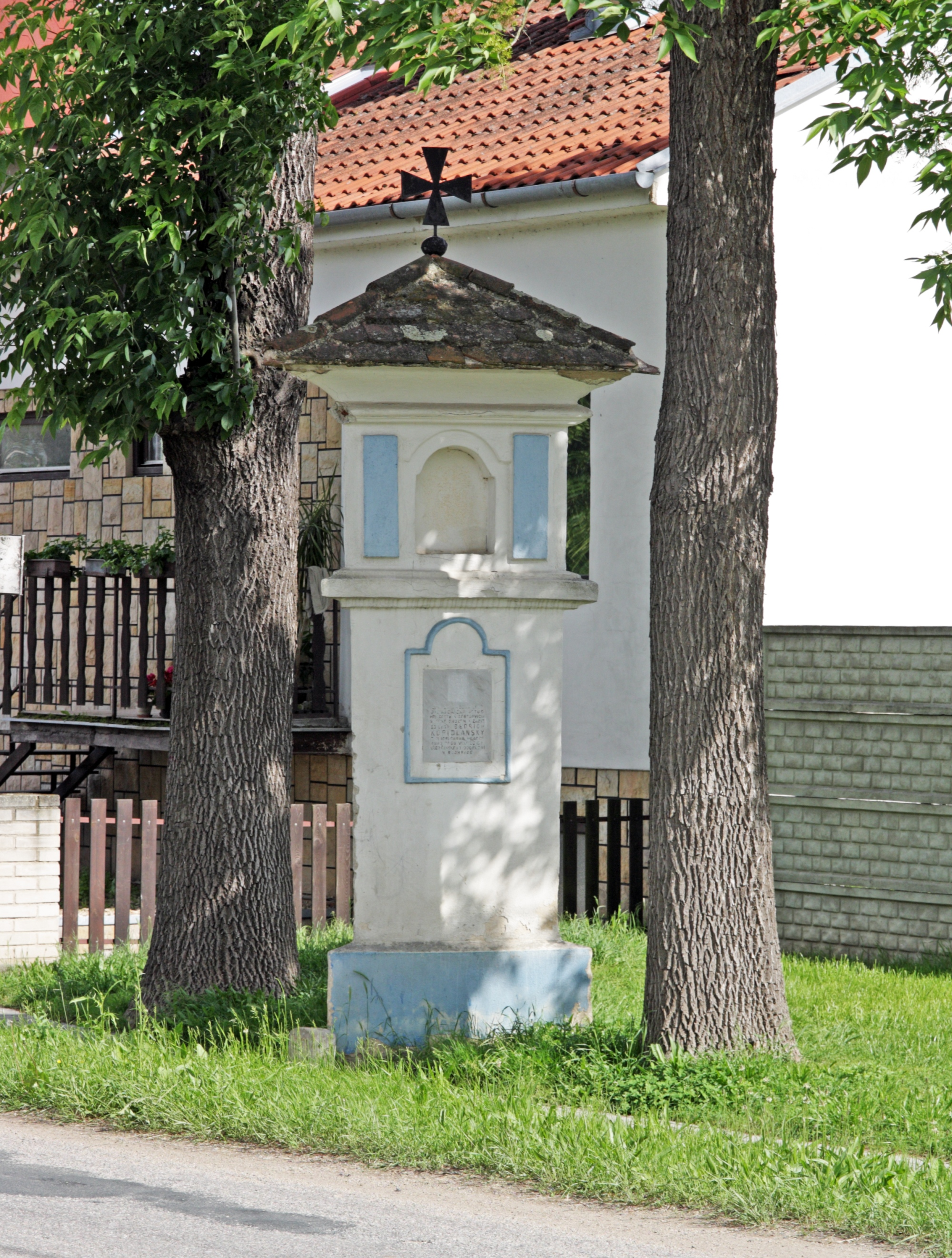
Boží muka nacházející se v Loučce poblíž bývalé hranice s Rajhradicemi

Ves Loučka je zmíněna již na Břetislavově listině, která se hlásí do roku 1048 a podle níž patří blízkému rajhradskému klášteru krčma v Loučce. Ve skutečnosti se však jedná falsum z konce 13. století, které zřejmě odráží stav své doby. První ověřitelná písemná zmínka o Loučce pochází z roku 1349. Od roku 1674 měla vesnice vlastní pečeť.
Roku 1925 došlo k prvnímu rozšíření katastru Loučky na úkor Rajhradu o pozemky o rozloze 4 hektary, na nichž později vznikla západní strana Svratecké ulice. Roku 1950 pak došlo výměrem okresního národního výboru v Židlochovicích ze dne 17. dubna 1950 k dalšímu rozšíření Loučky na úkor Rajhradu o dalších 10 hektarů. Jednalo se o místní část Rajhradu zvanou Habřina, na níž se nacházela 4 čísla popisná. V současnosti se jedná o severní stranu ulice Hlavní, včetně asi poloviny budovy výše zmíněné mateřské školy.
K 8. červnu 1951 byla Loučka sloučena s Rajhradicemi. Zástavba obou vsí později téměř srostla. Roku 1971 byl téměř celý katastr Loučky sloučen s katastrem Rajhradic. Malá jižní část katastru Loučky s pozemky o celkové výměře 1,6 hektaru byla pro změnu tehdy připojena k Rajhradu.

## Obyvatelstvo
| Rok            | 1869 | 1880 | 1890 | 1900 | 1910 | 1921 | 1930 | 1950 | 1961 | 1970 | 1980 | 1991 | 2001 | 2011 | 2021 |
| -------------- | ---- | ---- | ---- | ---- | ---- | ---- | ---- | ---- | ---- | ---- | ---- | ---- | ---- | ---- | ---- |
| Počet obyvatel | 231  | 321  | 337  | 377  | 423  | 430  | 556  | 507  | —    | 585  | 555  | —    | —    | —    | —    |
| Počet domů     | 24   | 48   | 51   | 57   | 71   | 72   | 108  | 130  | —    | 134  | 154  | —    | —    | —    | —    |

Vývoj počtu obyvatel